# Chorthippus keshanensis
Chorthippus keshanensis is een rechtvleugelig insect uit de familie veldsprinkhanen (Acrididae). De wetenschappelijke naam van deze soort is voor het eerst geldig gepubliceerd in 1993 door Zhang, Zheng & Ren.